# Atto di uniformità
Nel corso della storia parlamentare inglese si contano numerosi atti di uniformità. Tutti avevano come oggetto l'esigenza di regolamentare la dottrina e la prassi della chiesa d'Inghilterra nel tentativo di mantenere la pace religiosa e, appunto, l'uniformità della prassi delle varie parrocchie e ministri di culto.
- L'atto di uniformità del 1549 (Edoardo VI) che stabilisce l'uso del Book of Common Prayer come unica forma legale di culto comunitario.
- L'atto di uniformità del 1552 (Edoardo VI) che decreta l'uso del Book of Common Prayer nella versione del 1552.
- L'atto di uniformità del 1559 (Elisabetta I) adottato nel giorno della sua incoronazione.
- L'atto di uniformità del 1662 (Carlo II) decretato dopo il ristabilimento della monarchia. Richiede l'uso di tutti i riti e le cerimonie contenute del Book of Common Prayer del 1662.